# مونتسیتو (کالیفرنیا)
مونتسیتو (به انگلیسی: Montecito) یک منطقهٔ مسکونی در ایالات متحده آمریکا است که در شهرستان سانتا باربارا، کالیفرنیا واقع شده‌است. مونتسیتو ۲۳٫۹۹۴ کیلومتر مربع مساحت و ۸٬۹۶۵ نفر جمعیت دارد و ۵۵ متر بالاتر از سطح دریا قرار دارد.